# Шорв
Шорв (калм. Шорв) — сельский населенный пункт в Кетченеровском районе Калмыкии, в составе Сарпинского сельского муниципального образования.

## География
Поселок расположен на западном берегу озера Сарпа в 7,4 км к северо-западу от посёлка Сарпа.

## История
Дата основания населённого пункта не установлена. Скорее всего, населённый пункт был основан как ферма совхоза № 10 "Сарпа", образованного в 1928 году. На карте Сталинградской области 1945 года обозначен как ферма № 1 свх. № 10. На американской карте СССР 1950 года обозначен как населённый пункт без названия. На административной карте Астраханской области 1956 года обозначен как посёлок Перешеечный. Под тем же названием обозначен на административной карте Ставропольского края 1958 года. Дата присвоения названия Шорв не установлена, но на карте 1985 года посёлок обозначен уже под современным названием

## Население
| 2002 | 2010 | 2012 |
| ---- | ---- | ---- |
| 156  | ↘124 | ↘120 |

Национальный состав
Согласно результатам переписи 2002 года большинство населения посёлка составляли калмыки (92 %)
| Национальность | Численность (2010) | Процент |
| -------------- | ------------------ | ------- |
| Калмыки        | 109                | 84,5%   |
| Русские        | 17                 | 13,2%   |
| Не указана     | 3                  | 2,3%    |
| Всего          | 129                | 100%    |